# جینو چروی
جینو چروی (ایتالیایی: Gino Cervi؛ ۳ مهٔ ۱۹۰۱ – ۳ ژانویهٔ ۱۹۷۴) بازیگر اهل ایتالیا بود.

## گزیده فیلم‌شناسی
- دبران (۱۹۳۶)
- نغمه‌های جاویدان (۱۹۴۰)
- نامزدشده (۱۹۴۱)
- شهبانوی ناوارا (۱۹۴۲)
- چهار قدم در ابرها (۱۹۴۲)
- عشق‌های حزن‌انگیز (۱۹۴۳)
- عقاب سیاه (۱۹۴۶)
- بینوایان (۱۹۴۸)
- آنا کارنینا (۱۹۴۸)
- فابیولا (۱۹۴۹)
- ویلیام تل (۱۹۴۹)
- سه داستان ممنوعه (۱۹۵۲)
- ایستگاه آخر (۱۹۵۳)
- سه تفنگدار (۱۹۵۳)
- مادالنا (۱۹۵۴)
- دن کامیلو و عالی‌جناب پپونه (۱۹۵۵)
- کمک بهیار (۱۹۶۱)
- شادی زندگی (۱۹۶۱)
- دن کامیلو: عالی‌جناب (۱۹۶۱)
- راهبهٔ مونتزا (۱۹۶۲)
- بکت (۱۹۶۴)
- قصه‌های رومی یک تازه‌کار سابق (۱۹۷۲)